# ウラジーミル・リトヴィンツェフ
ウラジーミル・アンドレイェヴィチ・リトヴィンツェフ（ロシア語: Владимир Андреевич Литвинцев, ラテン Vladimir Andreyevich Litvintsev、2001年2月18日 - ）あるいはウラジミール・リトヴィンツェフは、ロシア、モスクワ出身のアゼルバイジャン代表フィギュアスケート選手（男子シングル）。2022年北京オリンピックアゼルバイジャン代表。

## 人物
3歳の時にフィギュアスケートを始め、コーチとアゼルバイジャン連盟に繋がりがあったことから2018-2019シーズンよりアゼルバイジャン代表。
兄弟がおり、兄アンドレイは元フィギュアスケーターで現在はコーチ、弟のゲオルグもフィギュアスケーターである。愛称はVolodia。
憧れのスケーターはパトリック・チャン、ネイサン・チェン、スコット・モイア、ギヨーム・シゼロン。
趣味は楽曲制作、ピアノ、読書。「フィギュアスケートをやっていなかったら音楽活動をしたかった」と語っている。

## 経歴

### 2017-2018シーズン以前
2011年1月までCSKAモスクワに所属、その後Sambo 70に移籍。ロシア国内大会に出場していた。

### 2018-2019シーズン、国際大会デビュー
アゼルバイジャンに国籍変更し、ジュニアとシニアの両カテゴリーに競技会に出場する。
ISUジュニアグランプリシリーズ第6戦リュブリャナ杯に初出場し、国際大会デビュー。同大会から3戦目となる2018年11月6-11日開催のボルボオープンカップまでは3回転アクセルが最高難度ジャンプだったが、2018年11月26-29日開催のタリントロフィーよりショートプログラム (SP) 、フリースケーティング (FS) 共に4回転トウループをプログラムに組み込んだ。2019年1月の欧州選手権に出場し、ISUチャンピオンシップスデビューも飾る。3月の世界選手権では、演技後のインタビューにて体調不良だったと語ったが、SP、FS共にシーズンベストの成績を残した。

### 2019-2020シーズン
足の怪我の影響で、ネペラ記念、アイススターの出場を断念。11月にはISUグランプリシリーズ ロステレコム杯に出場し、シニアグランプリシリーズデビューを果たした。12月に行われたISUチャレンジャーシリーズ ゴールデンスピンでは16位。2020年1月にポーランドで開催されたトルン杯ではマルク・コンドラチュクやブレンダン・ケリーなどを抑え優勝した。欧州選手権ではSP17位と出遅れたがFSで巻き返し総合9位。出場予定であった世界選手権は、同年の1月ごろから急速に世界に拡大した新型コロナウイルス流行の影響により、3月11日にISUより中止が発表された。

### 2020-2021シーズン
ISUグランプリシリーズ ロステレコム杯で10位。
2021年1月、プルシェンコアカデミーに移った。
同年の世界選手権では、冒頭の4回転トウループを着氷したものの、後半にジャンプの転倒がありSP27位と出遅れ、FS進出を逃した。

### 2021-2022シーズン：北京オリンピック出場
かつて所属していたコニオク・チャイコフスコイクラブへ戻った。
ロンバルディア杯ではショートプログラム1位、総合では4位となった。北京オリンピック出場枠の最終予選会であるネーベルホルン杯では6位に入賞し、オリンピックの出場枠を獲得した。2022年の欧州選手権はSP、FSともに自己ベストを更新して8位入賞。同年の北京オリンピックにはアゼルバイジャン代表として出場し、選手団の旗手も務めた。同大会のSPではジャンプすべて着氷、スピンもすべて最高評価のレベル4を得るなど欧州選手権で出した自己ベストを更新する84.15のスコアで18位につけた。FSでも4回転トウループを2本着氷し総合18位の結果を残した。3月に行われた世界選手権ではSPでオリンピックで出した自己ベストを更新し14位につけた。FSではジャンプのミスが重なり順位を落とすも自己最高の16位で世界選手権を終えた。

### 2022-2023シーズン
シーズン初戦となるISUチャレンジャーシリーズ デニステンメモリアルで銅メダル獲得。
3月に行われた世界選手権に出場した。SPでは冒頭の4回転トウループを含む3つのジャンプ要素をすべて成功させる演技で10位につけた。つづくFSでもジャンプすべて成功、演技後にはガッツポーズを見せる会心の演技で、FS、総合の自己ベストを更新し、自己最高となる11位であった。

## 主な戦績
マークが付いている大会はISU公認の国際大会。
| 大会/年                    | 2018 -19 | 2019 -20 | 2020 -21 | 2021 -22 | 2022 -23 | 2023 -24 | 2024 -25 | 2025 -26 |
| -------------------------- | -------- | -------- | -------- | -------- | -------- | -------- | -------- | -------- |
| 冬季オリンピック           |          |          |          | 18       |          |          |          |          |
| 世界選手権                 | 17       | 中止     | 27       | 16       | 11       | 25       | 15       |          |
| 欧州選手権                 | 16       | 9        |          | 8        | WD       | 16       | 15       |          |
| アゼルバイジャン選手権     | 1        |          |          |          |          |          |          |          |
| GP中国杯                   |          |          |          |          |          |          |          | TBD      |
| GP NHK杯                   |          |          |          |          |          |          | 9        |          |
| GPスケートカナダ           |          |          |          |          |          |          | 5        |          |
| GPスケートアメリカ         |          |          |          |          |          | 5        |          | TBD      |
| GPエスポー                 |          |          |          |          |          | WD       |          |          |
| GPロステレコム杯           |          | 11       | 10       |          |          |          |          |          |
| CSデニステンメモリアル     |          |          |          |          | 3        |          | 2        |          |
| CSネーベルホルン杯         |          |          |          | 6        |          |          |          |          |
| CSロンバルディア杯         |          |          |          | 4        |          |          | 13       |          |
| CSゴールデンスピン         |          | 16       |          |          |          |          |          |          |
| CSタリン杯                 | 9        |          |          |          |          |          |          |          |
| メラーノ杯                 |          |          |          |          |          | 2        |          |          |
| ボスポラス杯               |          |          |          |          | 1        | 1        | 1        |          |
| ネスレ杯                   |          | 1        |          |          |          |          |          |          |
| ボルボオープンカップ       | 1        | 4        |          |          |          | WD       |          |          |
| オープンアイスモールカップ | 1J       |          |          |          |          |          |          |          |
| アイススター               | 2        |          |          |          |          |          |          |          |
| 世界ジュニア選手権         | 13       |          |          |          |          |          |          |          |
| JGPリュブリャナ杯          | 8        |          |          |          |          |          |          |          |

### 詳細
パーソナルベストは太字で表示
Sr=シニアクラス、Jr=ジュニアクラス
| 2024-2025 シーズン     |                                                                     |          |           |           |
| 開催日                 | 大会名                                                              | SP       | FS        | 結果      |
| 2025年3月25日 - 30日   | 2025年世界フィギュアスケート選手権（ボストン）                      | 13 83.10 | 17 150.21 | 15 233.31 |
| 2025年1月28日 - 2月2日 | 2025年ヨーロッパフィギュアスケート選手権（タリン）                  | 11 77.86 | 16 130.97 | 15 208.83 |
| 2024年11月8日 - 10日   | ISUグランプリシリーズ NHK杯（東京）                                 | 6 81.85  | 8 143.82  | 9 225.67  |
| 2024年10月25日 - 27日  | ISUグランプリシリーズ スケートカナダ（ハリファックス）              | 6 79.11  | 7 143.79  | 5 222.90  |
| 2024年10月3日 - 6日    | ISUチャレンジャーシリーズデニステンメモリアルチャレンジ（アナスタ） | 3 84.03  | 3 161.97  | 2 246.00  |
| 2024年9月13日 - 15日   | ISUチャレンジャーシリーズロンバルディアトロフィー（ベルガモ）       | 15 60.03 | 12 123.77 | 13 183.80 |

| 2023-2024 シーズン    |                                                      |          |           |           |
| 開催日                | 大会名                                               | SP       | FS        | 結果      |
| 2024年3月18日 - 24日  | 2024年世界フィギュアスケート選手権（モントリオール） | 25 72.16 | -         | 25 72.16  |
| 2024年1月10日 - 14日  | 2024年ヨーロッパフィギュアスケート選手権（カウナス） | 20 69.72 | 15 139.49 | 16 209.21 |
| 2023年11月17日 - 19日 | ISUグランプリシリーズ エスポーグランプリ（エスポー） |          |           | WD        |
| 2023年10月20日 - 22日 | ISUグランプリシリーズ スケートアメリカ（アレン）     | 8 74.61  | 3 162.83  | 5 237.44  |

| 2022-2023 シーズン    |                                                                        |          |           |           |
| 開催日                | 大会名                                                                 | SP       | FS        | 結果      |
| 2023年3月20日 - 26日  | 2023年世界フィギュアスケート選手権（さいたま）                         | 10 82.71 | 10 169.05 | 11 251.76 |
| 2022年10月26日 - 29日 | ISUチャレンジャーシリーズ デニステンメモリアルチャレンジ（アルマトイ） | 3 64.00  | 3 124.77  | 3 188.77  |

| 2021-2022 シーズン   |                                                                  |          |           |           |
| 開催日               | 大会名                                                           | SP       | FS        | 結果      |
| 2022年3月21日 - 27日 | 2022年世界フィギュアスケート選手権（モンペリエ）                 | 14 85.83 | 15 147.79 | 16 233.62 |
| 2022年2月8日 - 10日  | 2022年北京オリンピック（北京）                                   | 18 84.15 | 19 155.04 | 18 239.19 |
| 2022年1月10日 - 16日 | 2022年ヨーロッパフィギュアスケート選手権（タリン）               | 7 83.46  | 7 161.24  | 8 244.70  |
| 2021年9月22日 - 25日 | ISUチャレンジャーシリーズ ネーベルホルン杯（オーベルストドルフ） | 6 80.54  | 5 148.11  | 6 228.65  |
| 2021年9月10日 - 12日 | ISUチャレンジャーシリーズ ロンバルディア杯（ベルガモ）           | 1 80.83  | 5 137.97  | 4 218.80  |

| 2020-2021 シーズン    |                                                      |          |           |           |
| 開催日                | 大会名                                               | SP       | FS        | 結果      |
| 2021年3月22日 - 28日  | 2021年世界フィギュアスケート選手権（ストックホルム） | 27 68.43 | -         | 27 68.43  |
| 2020年11月20日 - 22日 | ISUグランプリシリーズ ロステレコム杯（モスクワ）     | 9 81.55  | 10 158.24 | 10 239.79 |

| 2019-2020 シーズン    |                                                        |          |           |           |
| 開催日                | 大会名                                                 | SP       | FS        | 結果      |
| 2020年3月16日 - 22日  | 2020年世界フィギュアスケート選手権（モントリオール）   |          |           | 中止      |
| 2020年1月20日 - 26日  | 2020年ヨーロッパフィギュアスケート選手権（グラーツ）   | 17 70.04 | 8 151.05  | 9 221.09  |
| 2019年12月5日 - 7日   | ISUチャレンジャーシリーズ ゴールデンスピン（ザグレブ） | 14 68.47 | 19 116.65 | 16 185.12 |
| 2019年11月15日 - 17日 | ISUグランプリシリーズ ロステレコム杯（モスクワ）       | 12 54.42 | 9 154.65  | 11 209.07 |
| 2019年11月6日 - 10日  | ボルボオープンカップ（リガ）                           | 8 65.48  | 3 141.94  | 4 207.42  |

| 2018-2019 シーズン    |                                                             |          |            |           |
| 開催日                | 大会名                                                      | SP       | FS         | 結果      |
| 2019年3月18日 - 24日  | 2019年世界フィギュアスケート選手権 (Sr)（さいたま）         | 16 81.46 | 19 149.38  | 17 230.84 |
| 2019年3月4日 - 10日   | 2019年世界ジュニアフィギュアスケート選手権 (Jr)（ザグレブ） | 16 68.94 | 14 127.99  | 13 196.93 |
| 2019年2月20日 - 23日  | Open Ice Mall Cup (Jr)（エイラート）                        | 1 71.03  | 1 132.26   | 1 203.29  |
| 2019年1月21日 - 27日  | 2019年ヨーロッパフィギュアスケート選手権 (Sr)（ミンスク）   | 14 73.60 | 15 1130.68 | 16 204.28 |
| 2018年11月26日 - 29日 | 2018年タリントロフィー (Sr)（タリン）                       | 6 66.41  | 10 121.80  | 9 188.21  |
| 2018年11月6日 - 11日  | ボルボオープンカップ(Sr)（リガ）                            | 2 74.10  | 1 135.87   | 1 209.97  |
| 2018年10月18日 - 21日 | アイススター (Sr)（ミンスク）                               | 3 72.78  | 2 134.74   | 2 207.52  |
| 2018年10月3日 - 10日  | ISUジュニアグランプリシリーズ (Jr)（リュブリャナ）          | 7 67.96  | 8 113.35   | 8 181.31  |

## プログラム使用曲
| シーズン  | SP                                                                                    | FS |
| --------- | ------------------------------------------------------------------------------------- | --- |
| 2024-2025 | 『ゲーム・オブ・スローンズ』メドレー 演奏：Atin Piano 振付：Nikita Mikhailov          | 『くるみ割り人形』(Epic Version) 曲：Alala 振付：Nikita Mikhailov                                                                                                |
| 2023-2024 | 映画『ライオンキング』より Circle of Life 作詞：ティム・ライス 作曲：エルトン・ジョン | バレエ『くるみ割り人形』より 金平糖の精の踊り 作曲：ピョートル・チャイコフスキー                                                                                 |
| 2022-2023 | 映画『ラ・カリファ』より 作曲：エンリオ・モリコーネ                                   | 映画『ジョーカー』サウンドトラックより スマイル 歌：ジミー・デュランテ バスルームダンス 曲：ヒドゥル・グドナッドティル ロックン・ロール 曲：ゲイリー・グリッター |
| 2021-2022 | 「幻想的小品集 作品3」より 前奏曲嬰ハ短調『鐘』 作曲：セルゲイ・ラフマニノフ          | 映画『ジョーカー』サウンドトラックより スマイル 歌：ジミー・デュランテ バスルームダンス 曲：ヒドゥル・グドナッドティル ロックン・ロール 曲：ゲイリー・グリッター |
| 2020-2021 | Concerto de Espana 曲：Benise                                                         | ハレルヤ 歌：ジェフ・バックリィ |
| 2019-2020 | ブルース・フォー・クルック 作曲：エディ・ルイス                                       | ハレルヤ 歌：ジェフ・バックリィ |
| 2018-2019 | Abbey Road Blues 曲：eRa                                                              | くるみ割り人形 作曲：ピョートル・チャイコフスキー |
| 2017-2018 | Abbey Road Blues 曲：eRa                                                              | The Great Gig in the Sky 曲：ピンク・フロイド |